# Ministerratspräsidium (Italien)
Ministerratspräsidium (italienisch Presidenza del Consiglio dei Ministri, kurz PCM) ist in Italien die Bezeichnung für die Behörde, die den Ministerpräsidenten in seinen Aufgaben unterstützt und in der sich auch sein Büro befindet. Das Ministerratspräsidium hat seinen Sitz im Palazzo Chigi in Rom. Die offizielle Bezeichnung des italienischen Regierungschefs ist „Präsident des Ministerrats“ (Presidente del Consiglio [dei Ministri]). Amtierende Ministerratspräsidentin ist Giorgia Meloni.

## Aufgaben und Struktur

Logo des Ministerratspräsidiums

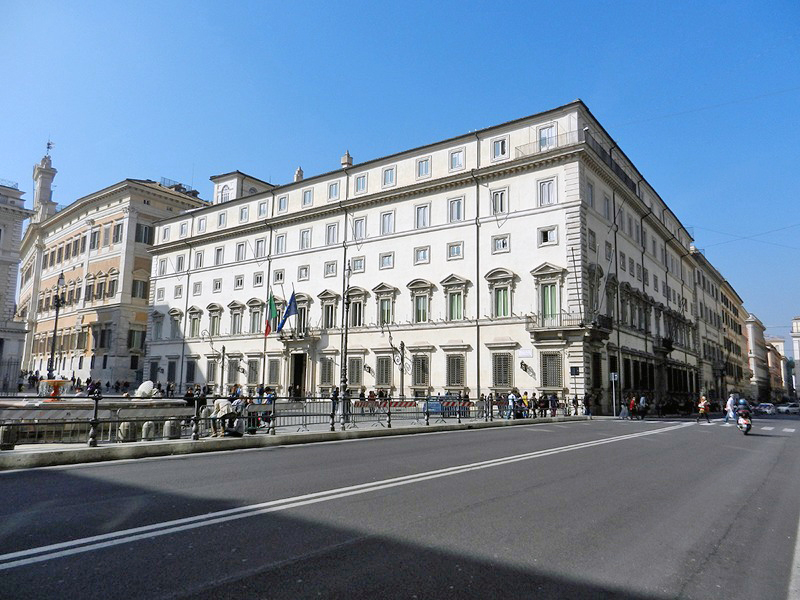
Der Palazzo Chigi in Rom, Hauptsitz des Ministerratspräsidiums.

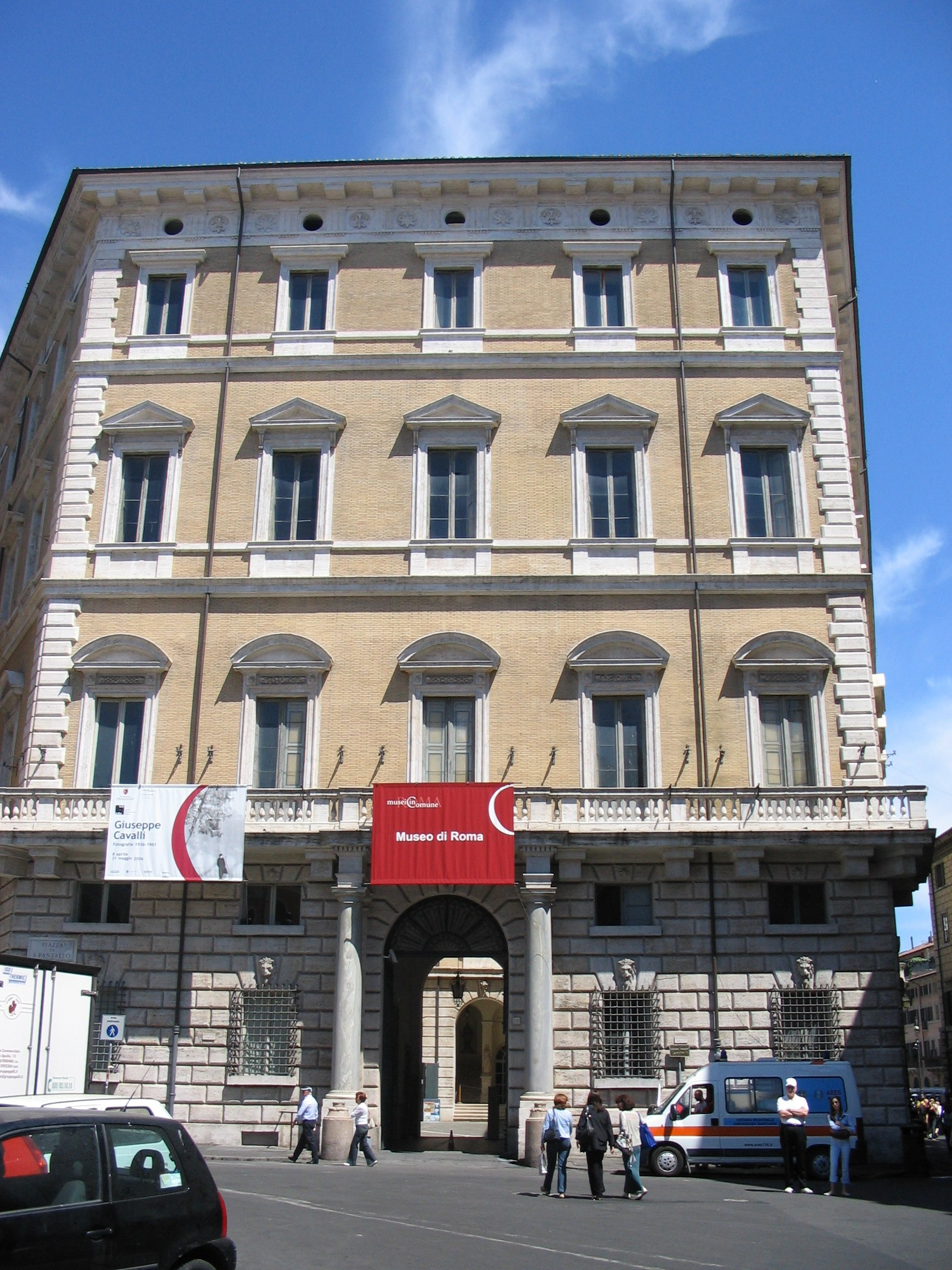
Der Palazzo Braschi, bis 1922 erster Amtssitz des Ministerpräsidenten in Rom.

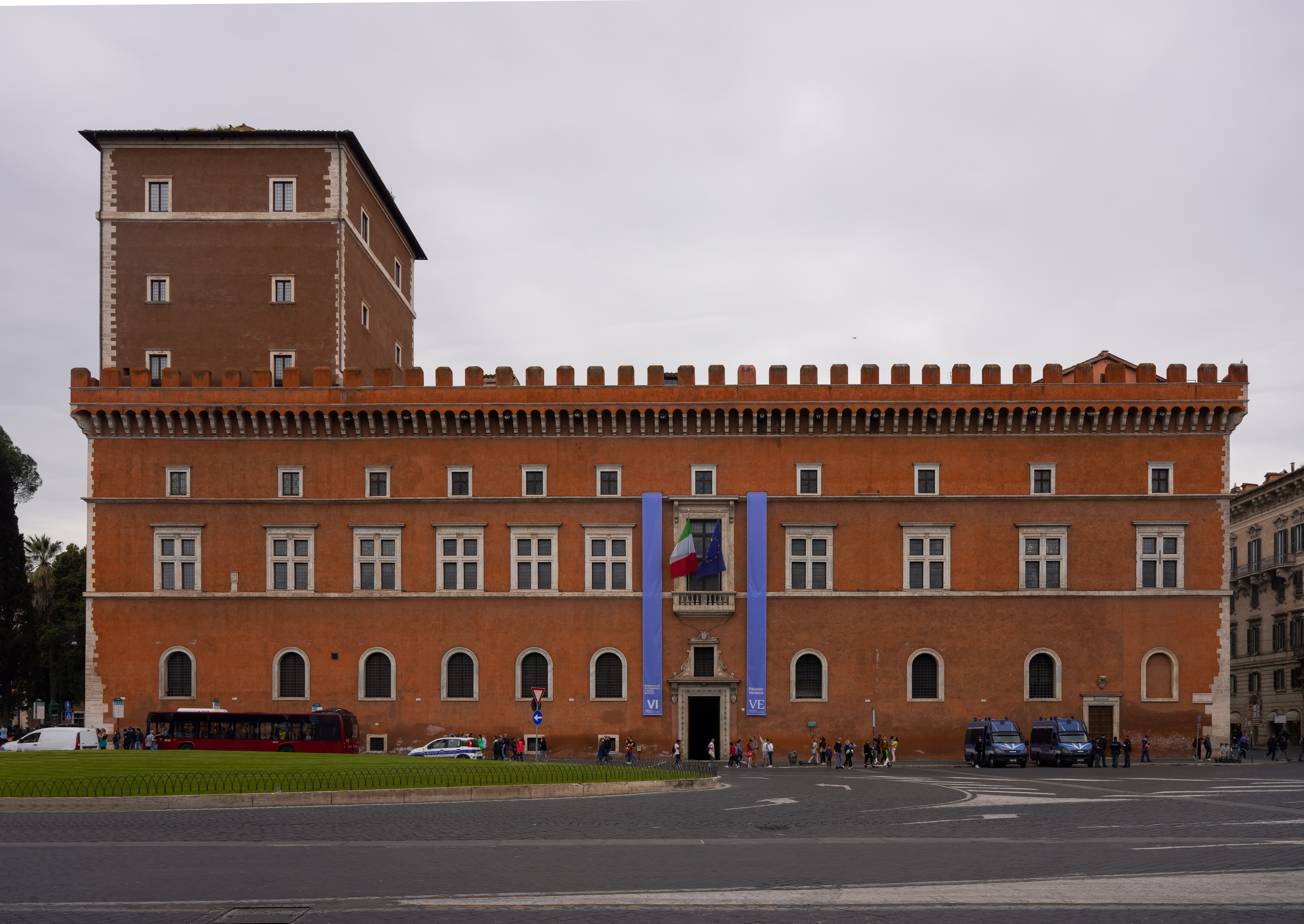
Der Palazzo Venezia, von 1929 bis 1943 Mussolinis Regierungssitz.

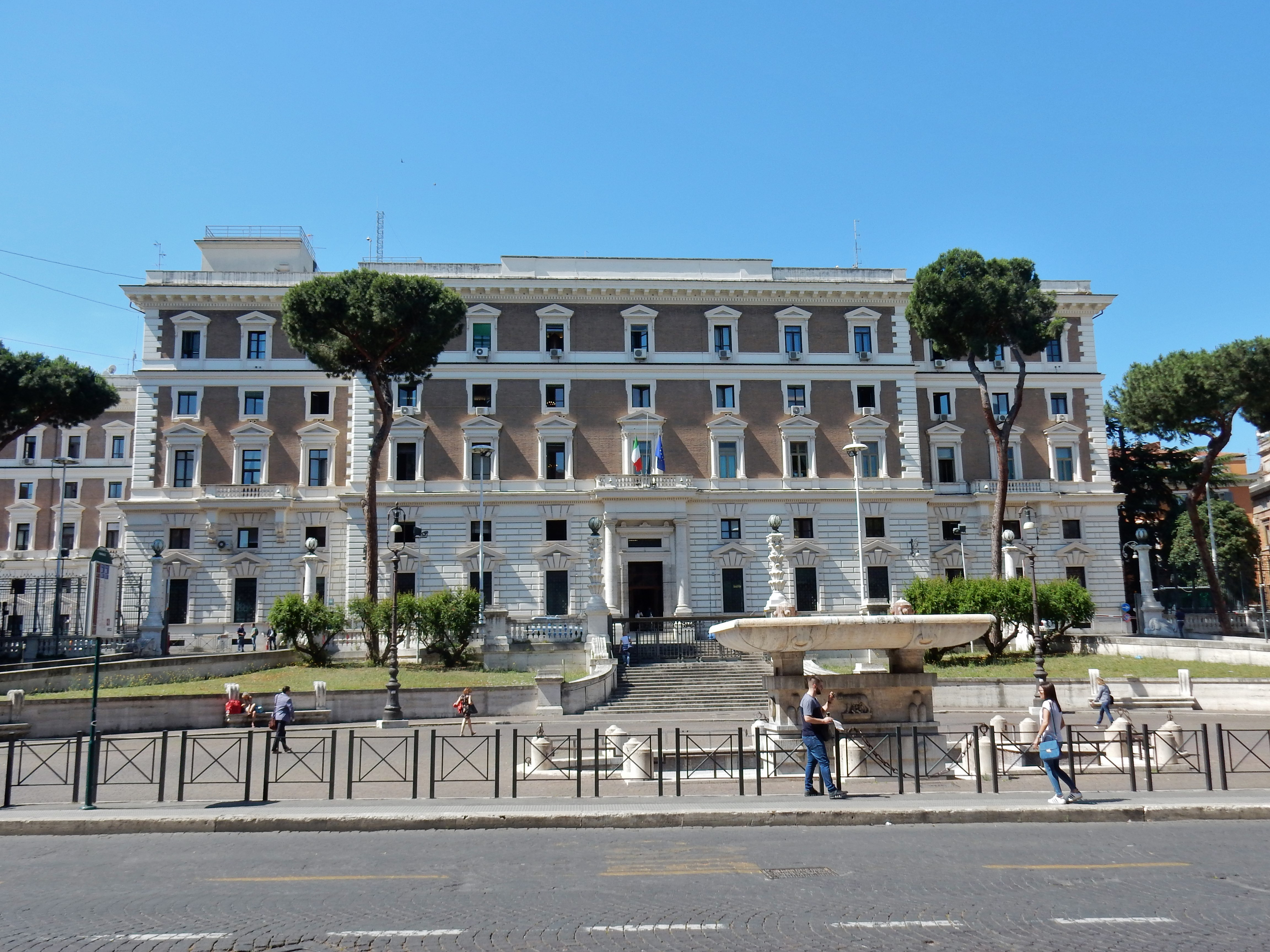
Der Viminale, Sitz des Innenministeriums und ehemaliger Sitz des Ministerratspräsidiums.

Das Ministerratspräsidium unterstützt den Ministerpräsidenten bei seiner von der Verfassung vorgegebenen Aufgabe, die allgemeine Politik der Regierung zu leiten (Artikel 95: dirige la politica generale del governo). Es dient als Sitzungsort für das als Ministerrat bezeichnete Kabinett, als Koordinierungsorgan für das Zusammenwirken der Ministerien und als Verbindungsstelle zu den beiden Kammern des Parlaments, zu den Regionen, Provinzen und Gemeinden, beziehungsweise zu deren Verbänden, sowie zu Organen der Europäischen Union. Verschiedene politische und administrative Querschnitts- und Sonderaufgaben übernimmt das Ministerratspräsidium unmittelbar und hat dazu auch die entsprechenden Organisationseinheiten und Gremien sowie nachgeordnete Behörden. Aus diesem Grund kann das Ministerratspräsidium mit einem Ministerium verglichen werden.
Die politische Führung im Ministerratspräsidium besteht aus dem Ministerpräsidenten und ihm direkt zugeordneten Ministern ohne Geschäftsbereich und Staatssekretären, unter denen der Sekretär des italienischen Ministerrats eine herausgehobene Stellung innehat. Italienische Minister ohne Geschäftsbereich sind ausnahmslos beim Ministerratspräsidium angesiedelt. Staatssekretäre sind in Italien Politiker, beamtete Staatssekretäre gibt es nicht. Administrativer Amtschef des Ministerratspräsidiums ist ein Generalsekretär, der hierarchisch zwischen dem deutschen beamteten Staatssekretär und dem Ministerialdirektor steht.
Direkt dem Ministerpräsidenten unterstellt sind sein Büro, die Büros des Pressesprechers und der diplomatischen und militärischen Berater.
Das Ministerratspräsidium gliedert sich im Wesentlichen in Abteilungen (dipartimenti), die entweder einen eher internen, administrativen und unterstützenden Charakter haben, oder einen politischen. Die politischen Abteilungen unterstehen Ministern ohne Geschäftsbereich oder Staatssekretären, die vom Ministerpräsidenten entsprechend delegiert werden und ihn somit entlasten. Sie sind in der Regel zuständig für besondere Aspekte der Sozial- und Wirtschaftspolitik, die Regionen, die Europäische Union und verschiedene, als besonders dringlich empfundene Reformen. Von besonderer Bedeutung sind die Abteilungen für die zivilen Nachrichtendienste Italiens (DIS) und für den als „Zivilschutz“ bezeichneten Katastrophenschutz, der in Italien behördenübergreifend nach dem Prinzip der Subsidiarität funktioniert. Die eher unterstützenden und administrativen Abteilungen und Dienststellen, wie die für Personal, Haushalt, Innenrevision, die Flugbereitschaft, das Archiv, die Bibliothek, den protokollarischen Dienst oder die für Auszeichnungen und Heraldik unterstehen dem Generalsekretär. Einzelne Abteilungen sind im Lauf der Zeit je nach Regierung dem Generalsekretär oder einem Politiker unterstellt worden. Anzahl, Zuständigkeitsbereich und Bezeichnung der Abteilungen, insbesondere der politischen, werden teilweise nach den Vorstellungen und Zielen der jeweils amtierenden Regierung angepasst. Derzeit (2022) gibt es insgesamt rund 20 dipartimenti, die in der italienischen Ministerialverwaltung den Status von Hauptabteilungen haben, aber oft kleiner sind als gewöhnliche Abteilungen („Generaldirektionen“) italienischer Ministerien. Italienische Ministerien, die sich in Hauptabteilungen (dipartimenti) gliedern, haben keinen Generalsekretär als Amtschef, weil dieser mit Hauptabteilungsleitern auf einer hierarchischen Ebene steht. Dass es im Ministerratspräsidium über der Hauptabteilungsebene einen Generalsekretär gibt (und einzelne dipartimenti jeweils einem Minister ohne Geschäftsbereich oder Staatssekretär direkt unterstellt sind), ist ein Ausnahmefall, der auf die herausgehobene Stellung dieser Behörde hinweist.
Zu den genannten Organisationseinheiten kommen verschiedene Komitees und Kommissionen für politische Grundsatzangelegenheiten und Sonderaufgaben, etwa für die Nachrichtendienste, Cybersicherheit, Digitalisierung, Wirtschaftsplanung, Raumfahrt, Meteorologie und Klima, Bioethik oder konfessionelle Fragen. Zum Geschäftsbereich gehören die Nachrichtendienste AISE und AISI, die IT-Sicherheitsbehörde ACN, die IT-Agentur Agenzia per l’Italia digitale, die Raumfahrtagentur ASI, die Behörde für die Untersuchung von Flugunfällen ANSV, der Wetterdienst ItaliaMeteo, das Nationale Olympische Komitee CONI und die Verwaltungshochschule SNA.
Zum Zuständigkeitsbereich des Ministerratspräsidiums gehören auch organisatorische Angelegenheiten der Verwaltungsgerichtsbarkeit, des Rechnungshofs und des sogenannten Staatsjustiziariats.
Da es in Italien keine Länderkammer gibt, spielen die beim Ministerratspräsidium angesiedelten Konferenzen der Regierungsvertreter von Staat, Regionen, (autonomen) Provinzen, Städten und Gemeinden eine wichtige Rolle.

## Gebäude
Der Palazzo Chigi als Hauptsitz des Ministerratspräsidiums befindet sich im Zentrum Roms zwischen der Via del Corso und dem Palazzo Montecitorio (Abgeordnetenkammer) an der Piazza Colonna. Etliche Abteilungen und Dienststellen des Ministerratspräsidiums sind in separaten Gebäuden untergebracht. Genutzt werden unter anderem Teile der benachbarten Galleria Alberto Sordi, das ehemalige Kloster San Silvestro in Capite in der Via della Mercede, der Palazzo Cornaro in der Via della Stamperia (Sitz der Staat-Regionen-Konferenz), der unmittelbar hinter dem Palazzo Chigi an der Via dell’Impresa gelegene Palazzo Verospi und der Palazzo Vidoni Caffarelli. Die Abteilung für die Koordinierung der Nachrichtendienste (DIS) und deren Leitungsdienststellen haben ihren Sitz in einem ehemaligen Postsparkassengebäude an der Piazza Dante im Stadtteil Esquilino. Der Zivilschutz und einige andere Organisationseinheiten sind in anderen Gebäuden untergebracht. Die nationale Verwaltungsschule Scuola Nazionale dell’Amministrazione befindet sich im Norden von Rom. Das Casino Algardi in der Villa Doria Pamphilj und die Villa Madama werden zu Repräsentationszwecken genutzt (die Villa Madama gehört jedoch dem Außenministerium).

## Name und Geschichte
Die Bezeichnung „Ministerratspräsidium“ wurde aus Frankreich übernommen, wo sie bereits seit 1815 in Gebrauch war und dann mit dem semipräsidiellen System der Fünften Republik verschwand. Auch Österreich-Ungarn und andere Staaten kannten oder kennen diese Bezeichnung.
Die Geschichte des italienischen Ministerratspräsidiums geht zurück auf das Königreich Sardinien-Piemont. Dieses Königreich stand ab 1848 an der Spitze der italienischen Einigungsbewegung, in das dann 1861 die alten italienischen Staaten eingegliedert wurden und das damit den Namen Königreich Italien annahm.
Auf Grund der Revolution von 1848 erließ König Karl Albert eine Verfassung (Statuto Albertino), die bis 1946 die italienische Verfassung blieb. Der Verfassung von 1848 zufolge lag die Exekutive beim König und bei den Ministern, die zusammen die Regierung bildeten. Einen Ministerpräsidenten sah die Verfassung nicht vor, auch keine vom Vertrauen des Parlaments abhängige Regierung. Dennoch ließen die Savoyer als konstitutionelle Monarchen beides im so genannten „Liberalen Italien“ bis 1925 zu.
Mangels Verfassungsrang und eigenem administrativem Unterbau und wegen der Abhängigkeit von König und Parlament hatte der Ministerpräsident seinerzeit eine sehr schwache Stellung. Aus diesem Grund hatte er bis zur faschistischen Diktatur seine Dienststelle meist im mächtigen Innenministerium. Oft wurden die Ämter von Ministerpräsident und Innenminister sogar in Personalunion geführt, wobei der Ministerpräsident unter anderem das Briefpapier des Innenministers verwendete. Die gesamte Regierung blieb bis 1865 in Turin, im Zug der Verlegung der Hauptstadt kam sie anschließend bis 1870 nach Florenz und dann nach Rom. Hier hatte der Ministerpräsident seinen Amtssitz in der Regel beim Innenministerium im Palazzo Braschi (sprich: Braski) an der Piazza Navona.
Nach dem Marsch auf Rom verlegte Benito Mussolini noch 1922 seinen Dienstsitz und das Außenministerium in den Palazzo Chigi. 1925 beseitigte Mussolini den demokratischen Staat und rang König Viktor Emanuel III. ein Gesetz ab, in dem das Amt des „Regierungschefs, Premierministers und Staatssekretärs“ erstmals eine Rechtsgrundlage erhielt, die unter anderem eine formal großzügige Richtlinienkompetenz vorsah.
Auch mit der Gründung des verfassungswidrigen Faschistischen Großrates und dem 1929 erfolgten Umzug Mussolinis in den monumentalen Palazzo Venezia änderte sich an dem mangelnden administrativen Unterbau im Amt des Regierungschefs nicht viel.
Nach dem Sturz Mussolinis im Juli 1943 kehrte der Ministerpräsident mit seiner Dienststelle zum Innenministerium zurück, das seit 1925 seinen Sitz auf dem Viminal hat. Hier blieb das Ministerratspräsidium bis 1961 und stützte sich wiederum auf die Ressourcen und Strukturen des Innenministeriums. Nachdem das Außenministerium 1959 aus dem Palazzo Chigi ausgezogen war, richtete sich dort nach Umbauarbeiten 1961 das Ministerratspräsidium ein. Seit dieser Zeit hat es sich zu einer eigenständigen Organisation entwickelt, die durch die Reformen von 1988 und 1999 auf einen modernen Stand gebracht wurde.

## Abteilungen
Das Ministerratspräsidium hat mehrere Abteilungen, die jeweils einem Minister ohne Geschäftsbereich oder einem Staatssekretär unterstehen. Bei Regierungswechseln sind Neuordnungen, Umbenennungen, Auflösungen und Neubildungen möglich und teils üblich. Nachstehende Liste ist nach Gründungsjahren sortiert und erhebt keinen Anspruch auf Vollständigkeit.
| Abteilung                                                   | Sitz                                                                                     | Bild | Gründung    |
| ----------------------------------------------------------- | ---------------------------------------------------------------------------------------- | ---- | ----------- |
| Beziehungen zum Parlament                                   | Galleria Alberto Sordi, Largo Chigi 19, 00187 Rom                                        |      | 1954        |
| Regionale Angelegenheiten und Autonomien                    | Palazzo Cornaro, Via della Stamperia 8, 00187 Rom (⊙)                                    |      | 1970        |
| Nachrichtendienste                                          | Palazzo Dante (Palazzo delle Casse di Risparmio Postali), Piazza Dante 25, 00185 Rom (⊙) |      | 2007 (1977) |
| Presse                                                      | Via della Mercede 9, 00187 Rom                                                           |      | 1981        |
| Öffentliche Verwaltung                                      | Palazzo Vidoni Caffarelli, Corso Vittorio Emanuele II 116, 00186 Rom                     |      | 1983        |
| Europapolitik                                               | Galleria Alberto Sordi, Largo Chigi 19, 00187 Rom                                        |      | 1987        |
| Institutionelle Reformen                                    | Galleria Alberto Sordi, Largo Chigi 19, 00187 Rom                                        |      | 1988        |
| Zivilschutz                                                 | Via Ulpiano 11, 00193 Rom (⊙)                                                            |      | 1990        |
| Sport                                                       | Via della Ferratella in Laterano 51, 00184 Rom                                           |      | 1994        |
| Chancengleichheit                                           | Galleria Alberto Sordi, Largo Chigi 19, 00187 Rom                                        |      | 1997        |
| Familie                                                     | Via Quattro Novembre 144, 00187 Rom                                                      |      | 2006        |
| Planung und Koordinierung der Wirtschaftspolitik            | Via della Mercede 9, 00187 Rom (⊙)                                                       |      | 2007        |
| Drogenpolitik                                               | Via della Ferratella in Laterano 51, 00184 Rom                                           |      | 2009        |
| Jugend und Zivildienst                                      | Via della Mercede 9, 00187 Rom                                                           |      | 2012        |
| Kohäsionspolitik, Süditalien und territorialer Zusammenhalt | Galleria Alberto Sordi, Largo Chigi 19, 00187 Rom                                        |      | 2014        |
| Behinderungen                                               | Galleria Alberto Sordi, Largo Chigi 19, 00187 Rom                                        |      | 2018        |
| Innovation und Digitale Transformation                      | Largo Pietro di Brazzà 86, 00187 Rom                                                     |      | 2019        |